# ニコラ・ジョルジェフ (サッカー選手)
ニコラ・ジョルジェフ（マケドニア語: Никола Ѓорѓев, ラテン文字転写: Nikola Gjorgjev、1997年8月22日 - ）は、スイスとマケドニア共和国のサッカー選手。ポジションはMF。

## クラブ歴
スイスのチューリッヒに生まれ、グラスホッパー・クラブ・チューリッヒの下部組織に在籍しトップチームに昇格した。2015年3月14日に行われたFCトゥーン戦で77分にヨリック・ラヴェに代わって出場しスーパーリーグ初出場。その後はエールディヴィジのFCトゥウェンテやスイス・チャレンジリーグのFCアーラウへレンタル移籍をした。

## 代表歴
マケドニア共和国出身の両親の下でスイスに生まれた彼は当初、スイスの年代別代表として出場していた。
2016年にマケドニア共和国代表に変更し、同年5月29日に行われたアゼルバイジャン代表との親善試合でマケドニア共和国A代表初出場を飾った。その後6月にはUEFA U-21欧州選手権2017にU-21代表として参加した。